# Arrente

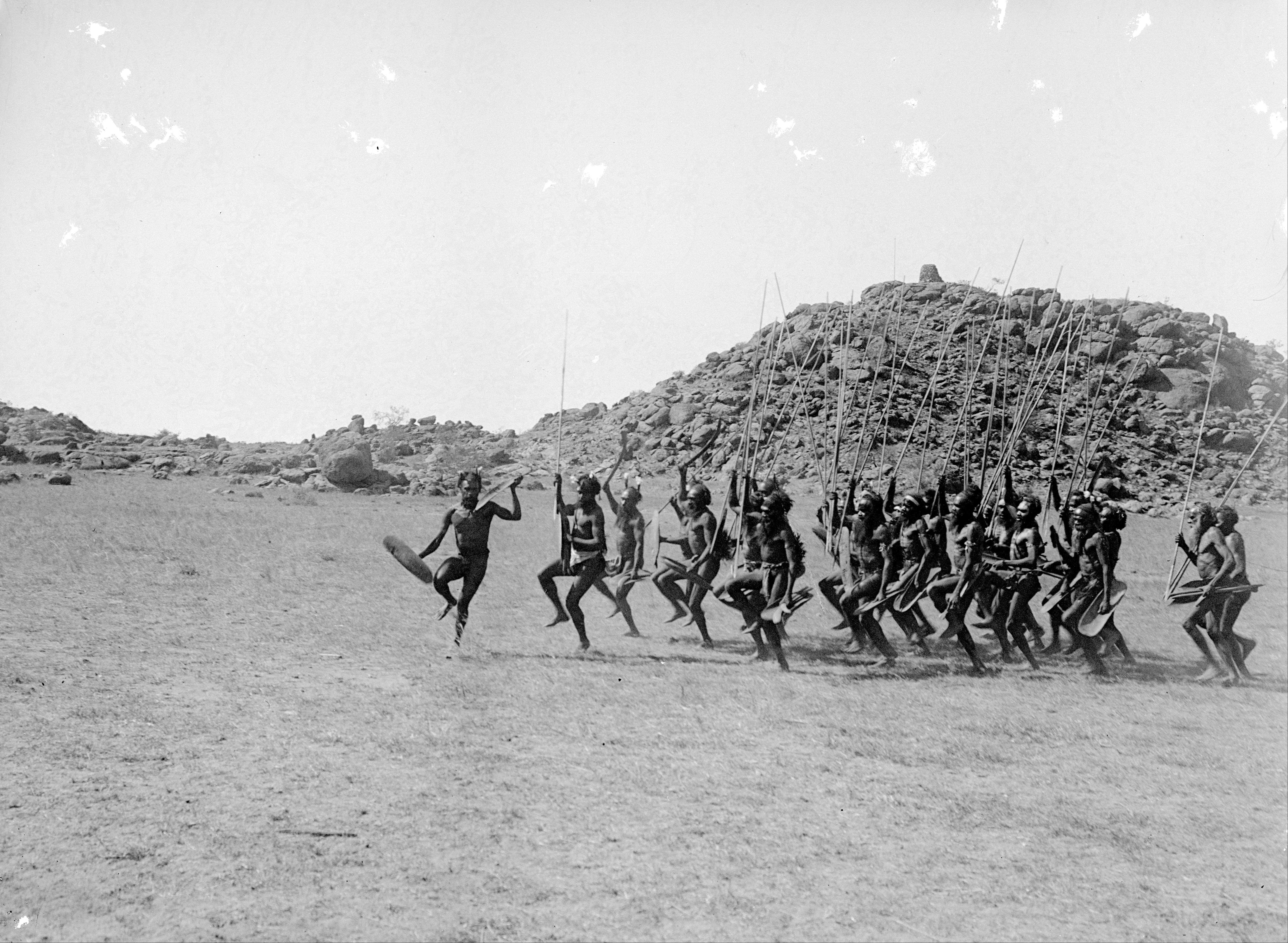
Baile de bienvenida de los Arrente, entrada de los extraños, Alice Springs, Australia Central, 9 de mayo de 1901, fotografía.

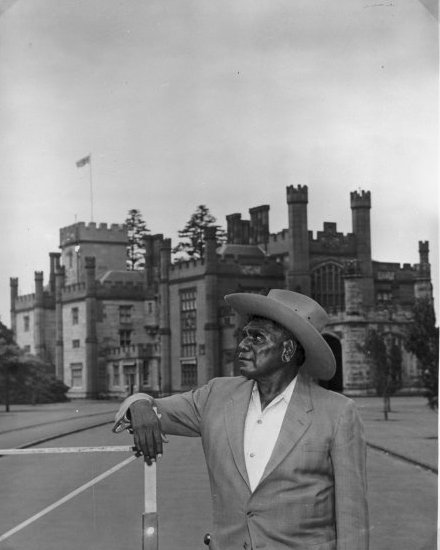
El artista Albert Namatjira fue un hombre de Arrente occidental.

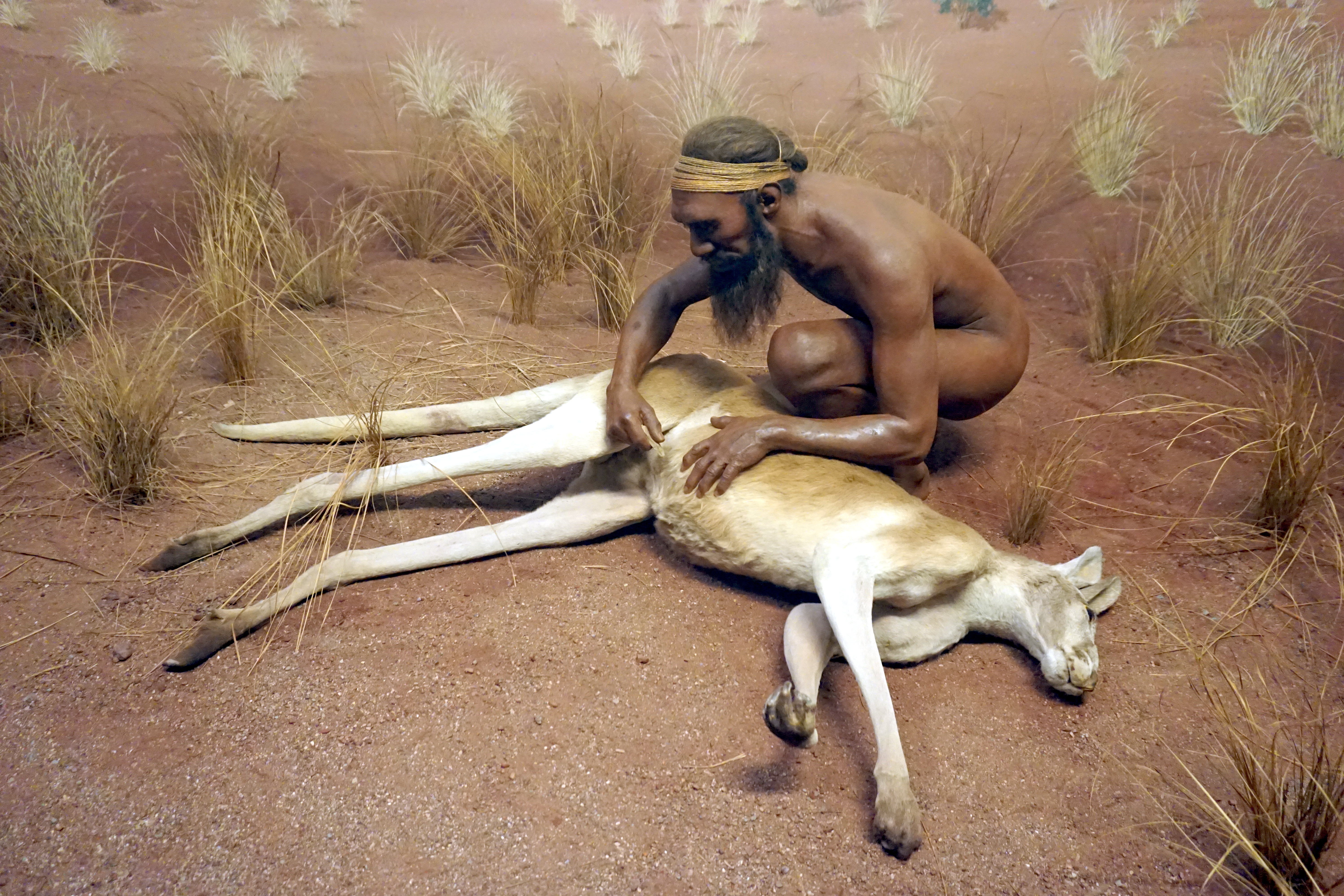
Diorama Hunters of the Central Australian Desert: Arunta Hunter en el Museo Público de Milwaukee.

Los arrente, arrernte, arunta o aranda (əraɳɖa) son un pueblo aborigen del centro-norte de Australia que habita en el entorno de la cordillera MacDonnell. Su territorio abarca unos 110 km de este a oeste y 330 km de norte a sur, pero actualmente muchos de ellos viven en Sídney o Melbourne, cerca del mar. Hablan una lengua pama.
Los arrente están divididos en seis subgrupos, cada uno de ellos con su territorio particular. El grupo denominado central vive en torno a Alice Springs. Cada subgrupo está dividido en pequeñas familias o clanes familiares regidos por un sistema autoritario basado en los matrimonios entre clanes.

## Historia
Los arrente consideran que viven en este lugar desde hace cuarenta mil años, en que surgieron del Tiempo del Sueño. En 1860, los colonos ingleses ocupan la tierra de sus antepasados, 72 años después de la ocupación del este de Australia. En 1872, el telégrafo entre Adelaida y Darwin corta el país de los arrente por la mitad. En la década de 1880 se producen repetidas masacres entre los indígenas que luchan por defender sus tierras. En la década siguiente se producen traslados de aborígenes para evitar enfrentamientos con los colonos. Hasta los años noventa del siglo siguiente no se reconocerán los títulos de propiedad de los indígenas.

## Mitología
La característica principal de la mitología de los arrente concierne a todos los pueblos aborígenes australianos: es el Tiempo del Sueño, un periodo de tiempo anterior a la Tierra y a la humanidad. En ese periodo vivían unos seres sobrenaturales que emergieron de la tierra durante la creación. La tierra era entonces una superficie plana, oscura y silenciosa que resultó quebrantada por la emergencia brutal de estos ancestros, que dieron forma a las montañas, los ríos, las plantas, las fuentes y los desiertos, en resumen, el paisaje. Hicieron también los astros y los cuatro elementos. De sí mismos hicieron a los animales y después de dar lugar a los seres humanos, aquellos seres mitológicos volvieron al sueño. El personaje más importante de la mitología aborigen es la Serpiente Arco Iris, que lucha en los primeros tiempos con el Sol para conseguir las reservas de agua que permitan la existencia de los seres vivos. Según los relatos Arrernte tradicionales, en el desierto que rodea a Alice Springs el paisaje se forma por orugas, dingos, niños viajeros, dos hermanas, walarús, y otras figuras ancestrales.